# Politique étrangère de l'Australie
 (octobre 2014).

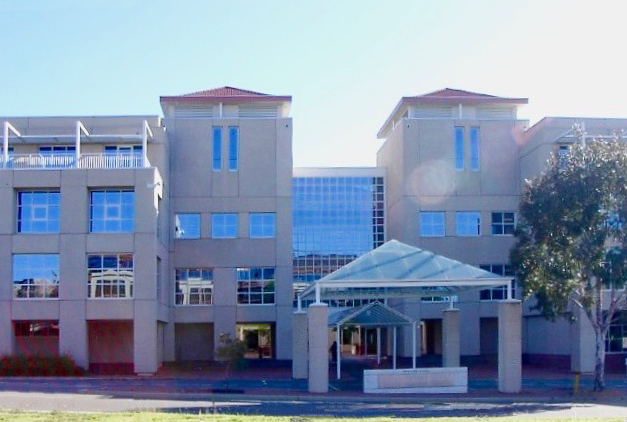
Le ministère des Affaires étrangères à Canberra.

Les relations étrangères de l'Australie ont commencé à l'époque où le pays était un  Dominion puis un Royaume de l'Empire britannique pour devenir un allié très ferme de la Nouvelle-Zélande par le biais des liens d'une longue durée de l'ANZAC, liens qui remontent au début des années 1900. Elles ont continué avec les États-Unis tout au long de la guerre froide et se sont poursuivies avec l'engagement de l'Australie comme puissance de son propre droit avec les pays d'Asie. Ses relations avec la communauté internationale sont influencées par sa position de nation leader commercial et important donateur d'aide humanitaire.
La politique étrangère de l'Australie est guidée par un engagement en faveur du multilatéralisme et du régionalisme, ainsi que par de solides relations bilatérales avec ses alliés. Ses principales préoccupations sont le libre-échange, le terrorisme, la coopération économique avec les pays d'Asie et la stabilité politique dans la région Asie-Pacifique. L'Australie est active au sein des Nations unies et du Commonwealth.

## Aide internationale
Selon le groupe de réflexion australien Lowy Institute, l'Australie est le plus grand partenaire de développement de la région du Pacifique, décaissant une aide internationale de 17 milliards de dollars entre 2008 et 2021, représentant 40% du financement du développement à l'étranger de la région. L'aide internationale australienne dans le Pacifique a dépassé d'autres partenaires régionaux, notamment la Banque asiatique de développement, la Chine, la Nouvelle-Zélande et le Japon. Entre 2019 et 2021, le financement du développement à l'étranger d'Australien dans le Pacifique est passé de 1,34 milliard de dollars à 1,89 milliard de dollars.
En août 2023, le gouvernement a dévoilé sa nouvelle stratégie de développement international, qui comprenait des engagements envers les nouvelles stratégies spécifiques au pays, au sexe, au handicap et à l'aide humanitaire.
En mai 2024, le gouvernement albanais a augmenté le budget de l'aide étrangère de l'Australie de 4%, ce qui a augmenté le total à 4,961 milliards de dollars pour l'exercice 2024-2025.